# Есипов, Валерий Вячеславович

Автограф

Вале́рий Вячесла́вович Е́сипов (род. 4 октября 1971, Щигры, Курская область) — советский и российский футболист, игравший на позициях полузащитника (основная позиция) и нападающего; тренер. В составе сборной России провёл 5 матчей.

## Биография
Сезон 1992 года начинал в клубе «Факел», но в середине года покинул клуб. Летом 1992 года вместе с Виктором Леоненко принял приглашение «Динамо» (Киев). Однако после нескольких игр вынужден был прекратить выходить на поле — из-за наложенной ФИФА дисквалификации, так как не был оформлен трансферный переход.
Осенью 1992, желая иметь постоянную игровую практику, перешёл в «Ротор».
Единственный участник первых 16 чемпионатов России по футболу (1992—2007), в составе команд «Факел», «Ротор», раменский «Сатурн».
Долгое время был рекордсменом чемпионата России по количеству проведённых игр — 390.
За сборную России Валерий Есипов сыграл всего 5 матчей с 1994 по 2003 год.
Должен был участвовать в ответном стыковом матче против Италии в рамках отбора на чемпионат мира 1998 года, однако в расположении сборной не появился. Как позже стало известно, в ночь с 9 на 10 ноября его видели в нетрезвом состоянии в волгоградском баре «Ночной Париж».
В ноябре 2007 года Есипов заявил о завершении карьеры футболиста и перешёл на должность главного тренера в свой первый клуб — «Авангард» Курск, с которым смог выйти в ФНЛ по итогам сезона 2009 и был признан лучшим тренером зоны «Центр». Там он проработал до 2010 года. В том же году вошёл в тренерский штаб «Ротора», в котором провёл большую часть своей игровой карьеры.
В феврале 2012 года возглавил клуб «Север», где проработал до конца августа 2013 года. За это время «Север» дважды завоевывал «Кубок Астории». По итогам сезона 2012/13 клуб занял 9 место в зоне «Запад» второго дивизиона.
В июне 2015 года назначен главным тренером клуба «Тамбов». С тамбовским клубом выиграл первенство ПФЛ зоны «Центр» 2015/16 за 4 тура до конца чемпионата и вывел команду в ФНЛ.
В августе 2016 года подал в отставку с поста главного тренера клуба «Тамбов».
В июне 2017 года возглавил волгоградский «Ротор». Это назначение встретило одобрение у волгоградских болельщиков со стажем. Уже в октябре 2017 года был отправлен в отставку, новым главным тренером «Ротора» стал Сергей Павлов.
В 2020 году тренировал крымский клуб «Кафа» (Феодосия), затем возглавил белгородский «Салют». В июне 2021 года в связи с истечением срока действия контракта покинул «Салют» и спустя месяц возглавил крымский клуб «Рубин» (Ялта).
27 июня 2022 года возглавил команду Второго дивизиона ФНЛ «Знамя Труда» из Орехово-Зуево. 25 октября покинул клуб в связи с неудовлетворительными результатами.
В 2023 году возглавлял крымский клуб «Кызылташ» (Бахчисарай).
В январе 2025 года возглавил любительский футбольный клуб «ЛеидТоги» из города Курска.

### Семья
От первого брака есть дочь Валерия и сын Данил. Вторая жена — Яна Рузавина, чемпионка мира и Европы по фехтованию на рапирах, сын Иван. Третья жена — Ирина.

## Достижения

### Достижения игрока
- Серебряный призёр чемпионата России (2): 1993, 1997
- Бронзовый призёр чемпионата России: 1996
- В списке 33 лучших футболистов России (7): № 1: 2003; № 2: 1993, 1996, 1998, 2001; № 3: 1995, 2000
- Первое место среди правых полузащитников по оценкам «Спорт-Экспресс» (2): 1997 (6,23), 1998 (6,23)
- Член клуба 100 российских бомбардиров: 103 гола
- Обладатель кубка «Ветеранов» 2012
- В 2004—2016 годах рекордсмен чемпионата России по количеству игр за одну команду: 349 (ФК Ротор)[15].

### Достижения тренера
- Победитель зоны «Центр» Второго дивизиона: 2009, 2015/16
- Лучший тренер зоны «Центр» Второго дивизиона: 2009[16]
- Победитель «Кубок Астории»: 2012[17]

## Статистика выступлений
| Клуб               | Сезон | Чемпионат | Чемпионат | Кубок | Кубок | Еврокубки | Еврокубки | Всего | Всего |
| Клуб               | Сезон | Игры      | Голы      | Игры  | Голы  | Игры      | Голы      | Игры  | Голы  |
| ------------------ | ----- | --------- | --------- | ----- | ----- | --------- | --------- | ----- | ----- |
| Авангард (Курск)   | 1988  | 8         | 1         | 0     | 0     | 0         | 0         | 8     | 1     |
| Авангард (Курск)   | 1989  | 40        | 5         | 3     | 0     | 0         | 0         | 43    | 5     |
| Авангард (Курск)   | 1990  | 31        | 8         | 0     | 0     | 0         | 0         | 31    | 8     |
| Авангард (Курск)   | 1991  | 31        | 13        | 0     | 0     | 0         | 0         | 31    | 13    |
| Авангард (Курск)   | Итого | 110       | 27        | 3     | 0     | 0         | 0         | 113   | 27    |
| Факел              | 1991  | 6         | 3         | 0     | 0     | 0         | 0         | 6     | 3     |
| Факел              | 1992  | 4         | 0         | 0     | 0     | 0         | 0         | 4     | 0     |
| Факел              | Итого | 10        | 3         | 0     | 0     | 0         | 0         | 10    | 3     |
| Динамо (Киев)      | 1992  | 6         | 0         | 1     | 1     | 0         | 0         | 7     | 1     |
| Ротор              | 1992  | 11        | 0         | 0     | 0     | 0         | 0         | 11    | 0     |
| Ротор              | 1993  | 31        | 8         | 2     | 0     | 0         | 0         | 33    | 8     |
| Ротор              | 1994  | 29        | 4         | 3     | 0     | 2         | 0         | 34    | 4     |
| Ротор              | 1995  | 25        | 2         | 4     | 2     | 4         | 0         | 33    | 4     |
| Ротор              | 1996  | 33        | 1         | 2     | 0     | 6         | 1         | 41    | 2     |
| Ротор              | 1997  | 32        | 3         | 3     | 0     | 5         | 0         | 40    | 3     |
| Ротор              | 1998  | 28        | 11        | 4     | 0     | 2         | 0         | 34    | 11    |
| Ротор              | 1999  | 21        | 6         | 3     | 2     | 0         | 0         | 24    | 8     |
| Ротор              | 2000  | 25        | 8         | 2     | 0     | 0         | 0         | 27    | 8     |
| Ротор              | 2001  | 28        | 11        | 1     | 1     | 0         | 0         | 29    | 12    |
| Ротор              | 2002  | 29        | 7         | 1     | 0     | 0         | 0         | 30    | 7     |
| Ротор              | 2003  | 29        | 13        | 2     | 1     | 0         | 0         | 31    | 14    |
| Ротор              | 2004  | 28        | 10        | 3     | 1     | 0         | 0         | 31    | 11    |
| Ротор              | Итого | 349       | 84        | 31    | 7     | 19        | 1         | 399   | 92    |
| Сатурн (Раменское) | 2005  | 26        | 4         | 3     | 1     | 0         | 0         | 29    | 5     |
| Сатурн (Раменское) | 2006  | 9         | 0         | 2     | 2     | 0         | 0         | 11    | 2     |
| Сатурн (Раменское) | 2007  | 2         | 0         | 1     | 0     | 0         | 0         | 3     | 0     |
| Сатурн (Раменское) | Итого | 37        | 4         | 6     | 2     | 0         | 0         | 43    | 7     |
| Всего              | Всего | 572       | 129       | 41    | 11    | 19        | 1         | 632   | 141   |